# HMS Valiant (1914)
«Валіант» (1914) (англ. HMS Valiant (1914) — військовий корабель, лінійний корабель типу «Куїн Елізабет» Королівського військово-морського флоту Великої Британії за часів Першої та Другої світових війн.

## Історія створення
«Валіант» був закладений 31 січня 1913 року на верфі Fairfields, у Говані і спущений на воду 4 листопада 1914 року. Будівництво лінкору було завершене в лютому 1916 року.

## Історія служби
Лінкор брав участь у битвах обох світових війн. У 1916 році взяв найактивнішу участь в Ютландській битві.
«Валіант» за часів Другої світової служив на багатьох флотах Великої Британії. Початок світової війни проходив поблизу метрополії в складі Хоум Фліт в 1940—1941 роках, в 1941—1942 входив до складу Середземноморського флоту Британії, згодом служив на Індійському океані в 1942 році, знову в Атлантиці та на Середземному морі в 1943—1944 і повернувся до Індійського океану в 1944 році.
Лінкор брав участь в протидесантній операції біля узбережжя Норвегії у квітні 1940 року. Потім бився з італійськими та німецькими ВМС на Середземному морі. «Валіант» брав участь у битві біля мису Матапан в березні 1941 року, бомбардував Крит під час операції «Меркурій» у травні того ж року, в грудні отримав серйозні пошкодження в результаті сміливого рейду італійських підводних командос в Александрії, Єгипет. 
У 1943 році корабель своєю потужною артилерією підтримував вторгнення на Сицилію в липні і у вересні в районі Салерно, двічі бомбардував війська противника на березі під час останньої операції. Лінкор також супроводжував італійський флот на Мальту після капітуляції Італії на умовах союзників. У серпні 1944 року заслужений лінійний корабель був пошкоджений в аварії під час планового ремонту в сухому доці в Тринкомалі, Цейлон. Це вимагало його повернення до Англії на довготривалий капітальний ремонт, який тривав до 1946 року. Після завершальної стадії служби як навчального корабля, «Валіант» було продано на злам у березні 1948 року.